# Distrikt Chouf
Der Distrikt Chouf  (arabisch قضاء الشوف Qaḍāʾ aš-Šūf) ist ein Verwaltungsdistrikt (Qaḍāʾ) im libanesischen Gouvernement Libanonberg. Der Distrikt bildet auch das Herz des Chouf, einer Bergregion. Hauptort des Distrikts ist Beit ed-Din.

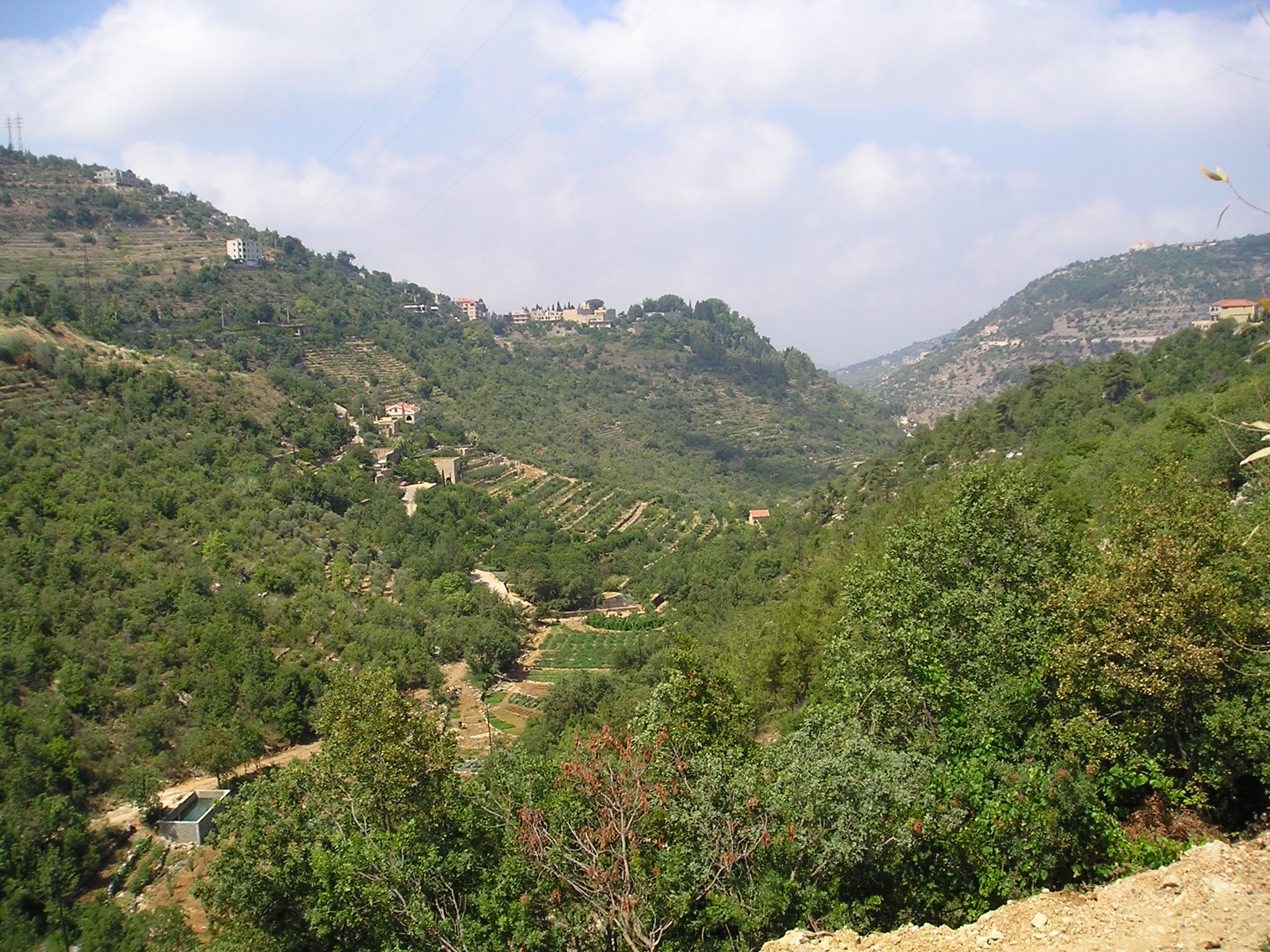
Gebirgslandschaft im Distrikt Chouf.

## Geographie
Der Distrikt liegt südöstlich der Hauptstadt Beirut. Er grenzt im Norden an den Distrikt Aley, im Osten an West-Bekaa, im Süden an Jezzine und Sidon. Im Westen stößt er ans Levantische Meer mit der Stadt Damur. Er beherbergt das Biosphärenreservat Al-Chouf-Zedern-Naturreservat.
Wichtige Flüsse sind der Damour und Awali. Das Ammiq Wetland ist ein wichtiger Rastplatz für Zugvögel.

## Religiöse Zusammensetzung
Der Chouf ist das Herzland der libanesischen Drusen. Der Drusenführer Walid Dschumblat hat seinen Sitz in Moukhtara. Auch die Emire des Libanon hatten ihre Residenz im Chouf. Am bekanntesten ist der Palast Beit ed-Din von Bashir Shihab II aus der ersten Hälfte des 19. Jahrhunderts. Eine andere historische Stadt in der Nähe von Beit ed-Din ist Deir el-Qamar.
Trotz großer Konflikte zwischen den verschiedenen religiös-ethnischen Gruppierungen ist der Distrikt Chouf einer der religiös vielfältigsten im Libanon. Die religiösen Hauptgruppen sind Drusen, Maroniten und Schiiten. Darüber hinaus gibt es eine bedeutende Gemeinschaft von Melkiten.

## Anteile der Religiösen Gruppen an der Bevölkerung
| Konfession                                       | Prozentanteil |
| Christen                                         | 30 %          |
| ------------------------------------------------ | ------------- |
| Syrisch-Maronitische Kirche von Antiochien       | 26            |
| Griechisch-Orthodoxes Patriarchat von Antiochien | 1             |
| Melkitische Griechisch-katholische Kirche        | 2             |
| Andere christliche Konfessionen                  | 1             |
| Muslime                                          | 70 %          |
| Sunniten                                         | 6             |
| Schiiten                                         | 2             |
| Drusen                                           | 62            |
| Aleviten                                         | 0             |

## Städte und bedeutende Orte
| - Ainbal - Anout - Baadarâne - Batloun - Bsaba - Damour - Moukhtara - Beit ed-Din - Dair al-Qamar - Dahr El Maghara - Dalhoun - Daraya - Mazraat el Chouf - Zaarourieh - Barja - Barouk - Dibbiyeh - Fouara - Gharife - Haret Jandal - Jahlieh - Jdaideh | - Joun - Jiyyeh - Baakline - Amatour - Kfarfakoud - Ain Qani - Bakaata (Beqaata) - Boutmeh - Kahlouniye - Maasser (Maasser Beiteddine) - Mazboud - Mristi - Beykoun - Mtolleh - Niha Chouf - Serjbel - Shheem - Chhime - Bourjain - El Bireh (Brih) - Wadi el sett |

## Sehenswürdigkeiten
- Damur
- Château Moussa
- Beit ed-Din
- Dair al-Qamar
- Baaklin
- Mazraa al Chouf
- Bsaba al Chouf